# Habovka
Habovka est un village de Slovaquie situé dans la région de Žilina.

## Histoire
La première mention écrite du village date de 1593.

## Démographie

### Évolution de la population
| Année:               | 1994. | 2004.    | 2014.   | 2024.   |
| -------------------- | ----- | -------- | ------- | ------- |
| Nombre de personnes: | 1195  | 1360     | 1377    | 1361    |
| Différence:          |       | +13,80 % | +1,25 % | -1,16 % |

| Année:               | 2023. | 2024.   |
| -------------------- | ----- | ------- |
| Nombre de personnes: | 1345  | 1361    |
| Différence:          |       | +1,18 % |